# Dourbali
Dourbali è un comune del Ciad situato nel dipartimento omonimo, provincia di Chari-Baguirmi.